# Walenty z Widawy
Walenty z Widawy (ur. 1537, zm. 12 listopada 1601) – polski filolog, teolog, profesor i dwukrotny rektor Akademii Krakowskiej.

## Życiorys
Walenty z Widawy, był synem Wawrzyńca. Urodził się w rodzinie mieszczańskiej. Na studia na Akademii Krakowskiej zapisał się w semestrze letnim 1562 roku. Przez kilka lat uczył także w szkole katedralnej w Przemyślu. W 1569 r. został magistrem, a następnie przyjął święcenia kapłańskie. W 1579 r. został kaznodzieją w Kolegiacie Wszystkich Świętych w Krakowie. Wtedy też rozpoczął studia teologiczne, które zakończył uzyskaniem bakularatu w 1582 r. Pięć lat później został doktorem teologii (1587) Uzyskane wykształcenie pozwoliło mu na wykładanie teologii na Wydziale Teologicznym Akademii Krakowskiej do swojej śmierci.
W 1574 pełnił funkcję dziekana Wydziału Filozoficznego Uniwersytetu Jagiellońskiego i dwukrotnie był rektorem tejże uczelni w latach 1595–1596 i 1600–1601.
Walenty z Widawy przekazał do kościoła parafialnego w Widawie chrzcielnicę miedzianą (w stylu późnorenesansowym) odlaną w Krakowie przez Macieja Otmana.
W testamencie cały swój księgozbiór liczący ok. 350 książek, przekazał na rzecz Parafii Podwyższenia Krzyża Świętego w Widawie. Przeznaczył także znaczną sumę pieniędzy na wybrukowanie ulic w Widawie.

## Twórczość
- Catechesis grammaticae (1581) – podręcznik gramatyki łacińskiej
- Generalis Controversia de indulgentiis (1593) – rozprawa teologiczna o odpustach

## Literatura
- J. Siciński, Walenty z Widawy, [w:] „Na sieradzkich szlakach” 1992, nr. 1 (25), s. 20.